# Le Mesnil-Aubry
Le Mesnil-Aubry és un municipi francès, situat al departament de Val-d'Oise i a la regió de Illa de França. L'any 2007 tenia 945 habitants.
Forma part del cantó de Fosses, del districte de Sarcelles i de la Comunitat d'aglomeració Roissy Pays de France.

## Demografia

### Població
El 2007 la població de fet de Le Mesnil-Aubry era de 945 persones. Hi havia 324 famílies, de les quals 62 eren unipersonals (37 homes vivint sols i 25 dones vivint soles), 82 parelles sense fills, 155 parelles amb fills i 25 famílies monoparentals amb fills.
La població ha evolucionat segons el següent gràfic:
Habitants censats

### Habitatges
El 2007 hi havia 337 habitatges, 323 eren l'habitatge principal de la família, 1 era una segona residència i 13 estaven desocupats. 300 eren cases i 31 eren apartaments. Dels 323 habitatges principals, 278 estaven ocupats pels seus propietaris, 42 estaven llogats i ocupats pels llogaters i 3 estaven cedits a títol gratuït; 12 tenien una cambra, 18 en tenien dues, 36 en tenien tres, 78 en tenien quatre i 179 en tenien cinc o més. 233 habitatges disposaven pel capbaix d'una plaça de pàrquing. A 121 habitatges hi havia un automòbil i a 185 n'hi havia dos o més.

### Piràmide de població
La piràmide de població per edats i sexe el 2009 era:
| Homes | Edats   | Dones |
| ----- | ------- | ----- |
| 0     | 95 o +  | 0     |
| 0     | 90 a 94 | 4     |
| 1     | 85 a 89 | 2     |
| 0     | 80 a 84 | 2     |
| 6     | 75 a 79 | 6     |
| 10    | 70 a 74 | 11    |
| 11    | 65 a 69 | 9     |
| 13    | 60 a 64 | 12    |
| 14    | 55 a 59 | 14    |
| 26    | 50 a 54 | 20    |
| 43    | 45 a 49 | 32    |
| 43    | 40 a 44 | 28    |
| 30    | 35 a 39 | 42    |
| 27    | 30 a 34 | 28    |
| 20    | 25 a 29 | 25    |
| 21    | 20 a 24 | 25    |
| 29    | 15 a 19 | 35    |
| 42    | 10 a 14 | 29    |
| 32    | 5 a 9   | 29    |
| 16    | 0 a 4   | 22    |

## Economia
El 2007 la població en edat de treballar era de 672 persones, 516 eren actives i 156 eren inactives. De les 516 persones actives 482 estaven ocupades (256 homes i 226 dones) i 33 estaven aturades (18 homes i 15 dones). De les 156 persones inactives 49 estaven jubilades, 76 estaven estudiant i 31 estaven classificades com a «altres inactius».

### Ingressos
El 2009 a Le Mesnil-Aubry hi havia 304 unitats fiscals que integraven 927,5 persones, la mediana anual d'ingressos fiscals per persona era de 22.576 €.

### Activitats econòmiques
Dels 50 establiments que hi havia el 2007, 2 eren d'empreses extractives, 2 d'empreses de fabricació d'altres productes industrials, 12 d'empreses de construcció, 9 d'empreses de comerç i reparació d'automòbils, 8 d'empreses de transport, 1 d'una empresa d'hostatgeria i restauració, 1 d'una empresa d'informació i comunicació, 2 d'empreses financeres, 4 d'empreses immobiliàries, 6 d'empreses de serveis i 3 d'empreses classificades com a «altres activitats de serveis».
Dels 15 establiments de servei als particulars que hi havia el 2009, 1 era una oficina de correu, 2 tallers de reparació d'automòbils i de material agrícola, 3 paletes, 1 guixaire pintor, 2 fusteries, 2 lampisteries, 2 empreses de construcció, 1 perruqueria i 1 agència immobiliària.
Dels 2 establiments comercials que hi havia el 2009, 1 era una botiga de més de 120 m² i 1 una fleca.
L'any 2000 a Le Mesnil-Aubry hi havia 4 explotacions agrícoles que ocupaven un total de 748 hectàrees.

## Equipaments sanitaris i escolars
El 2009 hi havia una escola elemental.

## Poblacions més properes
El següent diagrama mostra les poblacions més properes.